# Montreux Volley Masters 2017
Montreux Volley Masters 2017 spelades 6 till 11 juni 2017 i Montreux, Schweiz. Det var den 33:e upplagan av turneringen och åtta damlandslag i volleyboll deltog. Brasilien vann tävlingen för sjunde gången genom att besegra Tyskland i finalen. Ana Carolina da Silva utsågs till mest värdefulla spelare.

## Arenor
|                                                                    |  |  |
|                                                                    |  |  |
| Salle Omnisports du Pierrier Stad: Montreux Kapacitet: - Öppnad: - |  |  |

## Regelverk

### Format
- Tävlingen började med gruppspel där lagen fördelades på två grupper om fyra lag
- De två första lagen i varje grupp gick vidare till slutspel om plats 1-4. Slutspelet genomfördes i cupformat.
- De två sista lagen möte ett lag från den andra gruppen för spel om (delad) femteplats.

### Metod för att bestämma tabellplacering
Om slutresultatet blev 3-0 eller 3-1 tilldelades 3 poäng till det vinnande laget och 0 till det förlorande laget, om slutresultatet blev 3-2 tilldelades 2 poäng till det vinnande laget och 1 till det förlorande laget. 
Lagens position i respektive grupp bestämdes utifrån (i tur och ordnign):
- Poäng
- Antal vunna matcher
- Kvot vunna / förlorade set
- Kvot vunna / förlorade poäng.

## Deltagande lag
| Lag           | Turnering | Deltog senast                |
| ------------- | --------- | ---------------------------- |
| Argentina     | Wild card | Debut                        |
| Brasilien     | Wild card | Montreux Volley Masters 2016 |
| Kina          | Wild card | Montreux Volley Masters 2016 |
| Tyskland      | Wild card | Montreux Volley Masters 2015 |
| Nederländerna | Wild card | Montreux Volley Masters 2016 |
| Polen         | Wild card | Montreux Volley Masters 2010 |
| Schweiz       | Wild card | Montreux Volley Masters 2016 |
| Thailand      | Wild card | Montreux Volley Masters 2016 |

## Turneringen

### Gruppspelsfasen
| Grupp A       | Grupp B   |
| ------------- | --------- |
| Argentina     | Brasilien |
| Kina          | Tyskland  |
| Nederländerna | Polen     |
| Schweiz       | Thailand  |

#### Grupp A

##### Resultat
| 6 juni 2017 Salle Omnisports du Pierrier, Montreux Speltid: 1h:13 - Åskådare: 950   | Kina          | 3 - 0 | Schweiz       | 25-15, 25-16, 25-16               |
| 6 juni 2017 Salle Omnisports du Pierrier, Montreux Speltid: 2h:05 - Åskådare: 500   | Nederländerna | 2 - 3 | Argentina     | 22-25, 25-27, 25-14, 25-23, 9-15  |
| 7 juni 2017 Salle Omnisports du Pierrier, Montreux Speltid: 2h:04 - Åskådare: 1 360 | Kina          | 3 - 2 | Nederländerna | 25-27, 25-22, 25-16, 17-25, 15-11 |
| 8 juni 2017 Salle Omnisports du Pierrier, Montreux Speltid: 1h:41 - Åskådare: 1 020 | Nederländerna | 3 - 1 | Schweiz       | 23-25, 25-14, 25-18, 25-20        |
| 8 juni 2017 Salle Omnisports du Pierrier, Montreux Speltid: 2h:04 - Åskådare: 760   | Argentina     | 3 - 2 | Kina          | 25-20, 18-25, 23-25, 25-23, 15-13 |
| 9 juni 2017 Salle Omnisports du Pierrier, Montreux Speltid: 1h:13 - Åskådare: 1 465 | Schweiz       | 0 - 3 | Argentina     | 21-25, 21-25, 20-25               |

##### Sluttabell
| Pos. | Lag           | Pt | M | V | F | SV | SF | Kvot  | PV  | PF  | Kvot  |
| ---- | ------------- | -- | - | - | - | -- | -- | ----- | --- | --- | ----- |
| 1    | Argentina     | 7  | 3 | 3 | 0 | 9  | 4  | 2.250 | 285 | 274 | 1.040 |
| 2    | Kina          | 6  | 3 | 2 | 1 | 8  | 5  | 1.600 | 288 | 254 | 1.133 |
| 3    | Nederländerna | 5  | 3 | 1 | 2 | 7  | 7  | 1.000 | 305 | 288 | 1.059 |
| 4    | Schweiz       | 0  | 3 | 0 | 3 | 1  | 9  | 0.111 | 186 | 248 | 0.750 |

#### Grupp B

##### Resultat
| 6 juni 2017 Salle Omnisports du Pierrier, Montreux Speltid: 1h:57 - Åskådare: 650   | Brasilien | 3 - 1 | Polen     | 25-20, 21-25, 25-23, 26-24        |
| 7 juni 2017 Salle Omnisports du Pierrier, Montreux Speltid: 1h:53 - Åskådare: 1280  | Thailand  | 1 - 3 | Polen     | 17-25, 25-22, 23-25, 25-27        |
| 7 juni 2017 Salle Omnisports du Pierrier, Montreux Speltid: 2h:04 - Åskådare: 930   | Brasilien | 2 - 3 | Tyskland  | 17-25, 25-20, 22-25, 25-23, 13-15 |
| 8 juni 2017 Salle Omnisports du Pierrier, Montreux Speltid: 1h:50 - Åskådare: 1 090 | Thailand  | 3 - 1 | Tyskland  | 25-22, 23-25, 25-19, 25-20        |
| 9 juni 2017 Salle Omnisports du Pierrier, Montreux Speltid: 1h:57 - Åskådare: 1 280 | Tyskland  | 2 - 3 | Polen     | 25-21, 25-20, 19-25, 12-25, 8-15  |
| 9 juni 2017 Salle Omnisports du Pierrier, Montreux Speltid: 1h:45 - Åskådare: 1 860 | Thailand  | 1 - 3 | Brasilien | 16-25, 26-24, 17-25, 14-25        |

##### Sluttabell
| Pos. | Lag       | Pt | M | V | F | SV | SF | Kvot  | PV  | PF  | Kvot  |
| ---- | --------- | -- | - | - | - | -- | -- | ----- | --- | --- | ----- |
| 1    | Brasilien | 7  | 3 | 2 | 1 | 8  | 5  | 1.600 | 298 | 273 | 1.091 |
| 2    | Tyskland  | 6  | 3 | 2 | 1 | 8  | 6  | 1.333 | 295 | 294 | 1.003 |
| 3    | Polen     | 5  | 3 | 2 | 1 | 7  | 6  | 1.166 | 297 | 276 | 1.076 |
| 4    | Thailand  | 0  | 3 | 0 | 3 | 3  | 9  | 0.333 | 249 | 296 | 0.841 |

### Slutspelsfasen

#### Spelschema
|  | Semifinaler | Semifinaler |           |          | Final               | Final               |  |
|  |             |             |           |          |                     |                     |  |
|  | Argentina   | 1           |           |          |                     |                     |  |
|  | Argentina   | 1           |           |          |                     |                     |  |
|  | Tyskland    | 3           |           |          |                     |                     |  |
|  | Tyskland    | 3           |           | Tyskland | 0                   |                     |  |
|  |             |             |           | Tyskland | 0                   |                     |  |
|  |             |             | Brasilien | 3        |                     |                     |  |
|  | Brasilien   | 3           | Brasilien | 3        |                     |                     |  |
|  | Brasilien   | 3           |           |          |                     |                     |  |
|  | Kina        | 1           |           |          | Match om tredjepris | Match om tredjepris |  |
|  | Kina        | 1           |           |          |                     |                     |  |
|  |             |             |           |          |                     |                     |  |
|  |             |             |           |          | Argentina           | 1                   |  |
|  |             |             |           |          | Argentina           | 1                   |  |
|  |             |             |           |          | Kina                | 3                   |  |

##### Semifinaler
| 10 juni 2017 Salle Omnisports du Pierrier, Montreux Speltid: 1h:52 - Åskådare: 1 530 | Argentina | 1 - 3 | Tyskland | 27-25, 19-25, 25-27, 19-25 |
| 10 juni 2017 Salle Omnisports du Pierrier, Montreux Speltid: 1h:54 - Åskådare: 1 470 | Brasilien | 3 - 1 | Kina     | 25-17, 25-22, 27-29, 25-16 |

##### Match om tredjepris
| 11 juni 2017 Salle Omnisports du Pierrier, Montreux Speltid: 1h:44 - Åskådare: 1 370 | Argentina | 1 - 3 | Kina | 21-25, 12-25, 25-20, 19-25 |

##### Final
| 11 juni 2017 Salle Omnisports du Pierrier, Montreux Speltid: 1h:22 - Åskådare: 1 630 | Tyskland | 0 - 3 | Brasilien | 21-25, 18-25, 20-25 |

#### Match om femteplats
| 10 juni 2017 Salle Omnisports du Pierrier, Montreux Speltid: 1h:39 - Åskådare: 1 200 | Nederländerna | 3 - 1 | Thailand | 25-22, 25-18, 22-25, 25-8 |
| 10 juni 2017 Salle Omnisports du Pierrier, Montreux Speltid: 1h:08 - Åskådare: 1 270 | Polen         | 3 - 0 | Schweiz  | 25-16, 25-16, 25-16       |

## Slutplaceringar
| Pos | Lag           |
| --- | ------------- |
|     | Brasilien     |
|     | Tyskland      |
|     | Kina          |
| 4   | Argentina     |
| 5   | Nederländerna |
| 5   | Polen         |
| 7   | Schweiz       |
| 7   | Thailand      |

## Individuella utmärkelser[1]
| Utmärkelse              | Namn                  | Lag       |
| ----------------------- | --------------------- | --------- |
| Mest värdefulla spelare | Ana Carolina da Silva | Brasilien |
| Bästa passare           | Roberta Ratzke        | Brasilien |
| Bästa högerspiker       | Gong Xiangyu          | Kina      |
| Bästa vänsterspiker     | Natália Pereira       | Brasilien |
| Bästa vänsterspiker     | Yamila Nizetich       | Argentina |
| Bästa center            | Ana Carolina da Silva | Brasilien |
| Bästa center            | Marie Schölzel        | Tyskland  |
| Bästa libero            | Lenka Dürr            | Tyskland  |
| Publikens favorit       | Pimpichaya Kokram     | Thailand  |